# الخدمة العسكرية

خريطة تبين وضع الخدمة العسكرية الإلزامية لكل دولة عام 2008:
دول ليس لديها قوات مسلحة.
دول لا تتبنى الخدمة العسكرية الإلزامية.
مشروع نظام نشط، لكن أقل من 20% من جميع الفئات العمرية مضطرون للتجنيد
دول تخطط لإلغاء الخدمة العسكرية الإلزامية خلال ثلاث سنوات.
دول تتبنى الخدمة العسكرية الإلزامية.

تتبع معظم بلدان العالم نظام الخدمة العسكرية الإجبارية أو التجنيد، وتعدّ واجبا يؤديه كل مواطن مع استثناءات معينة تحددها قوانين الدول التي تفرض خدمة عسكرية إلزامية.[بحاجة لمصدر]

## الخدمة العسكرية فيمصر
نظمت الخدمة العسكرية في جميع البلدان بقوانين وصدر أقدمها في البلدان العربية بمصر أثناء ولاية سعيد باشا وقد تناولها التغيير والتبديل عدة مرات فحددت الخدمة العسكرية 1883 بأربع سنوات ثم عدلت فأصبحت أربع سنوات بالجيش وأربعا في الشرطة وأربعا في الاحتياطي وعدلت مرة أخرى 1888 وكانت الخدمة العسكرية تبدأ من السنة التي يبلغ فيها الشاب سن التاسعة عشرة، وهي إلزامية تشمل خدمة خمس سنوات في الجيش العامل أو في البحرية وخمس سنوات في الاحتياط أو في الشرطة أو خفر السواحل وكانت الإعفاء من الخدمة العسكرية في حدود ضيقة ويعفي أيضا الأشخاص بدفع البدل النقدي وكانت تنظمها قوانين القرعة لكثرة عدد الذين يدعون للخدمة، وفي أعقاب الحرب العالمية الثانية أصبحت الخدمة العسكرية في مصر إجبارية، وألغي البدل النقدي وصدرت قوانين كثيرة نظمتها .[بحاجة لمصدر]

## وضع التجنيد في دول العالم

### دول بدون قوات مسلحة (19)
- أندورا
- كوستاريكا
- ولايات ميكرونيسيا المتحدة
- غرينادا
- هايتي
- آيسلندا
- كيريباتي
- ليختنشتاين
- جزر مارشال
- موريشيوس
- موناكو
- ناورو
- بالاو
- بنما
- ساموا
- سان مارينو
- جزر سليمان
- توفالو
- الفاتيكان

### دول لا تتبنى الخدمة العسكرية الإلزامية (94)
| - أفغانستان - ألبانيا - أنتيغوا وباربودا - الأرجنتين - أستراليا - باهاماس - البحرين - بنغلاديش - باربادوس - بلجيكا - بليز - بوتان - البوسنة والهرسك - بوتسوانا - بروناي - بلغاريا - بوروندي - الكاميرون - كندا - جزر القمر - جمهورية الكونغو - كرواتيا - جمهورية التشيك - جمهورية الكونغو الديمقراطية - جيبوتي - جمهورية الدومينيكان - الإكوادور - إثيوبيا - فيجي - فرنسا - الغابون - غامبيا - غانا | - ألمانيا (2011) - غيانا - هندوراس - المجر - الهند - العراق - أيرلندا - إيطاليا - جامايكا - اليابان - الأردن - كينيا - لاتفيا - لبنان - ليسوتو - ليتوانيا - ليبيريا - لوكسمبورغ - جمهورية مقدونيا - مدغشقر - مالاوي - المالديف - مالطا - ماليزيا - الجبل الأسود - ناميبيا - نيبال - هولندا - نيوزيلندا - نيكاراغوا - نيجيريا - سلطنة عمان | - باكستان - بابوا غينيا الجديدة - البيرو - الفلبين - بولندا - البرتغال - قطر - رومانيا - رواندا - سانت كيتس ونيفيس - السعودية - صربيا - سيشل - سيراليون - سلوفاكيا - سلوفينيا - جنوب أفريقيا - إسبانيا - سريلانكا - سورينام - إسواتيني - تنزانيا - تيمور الشرقية - تونغا - ترينيداد وتوباغو - أوغندا - المملكة المتحدة - الأوروغواي - زامبيا - الولايات المتحدة - سوريا |

### دول لديها كلا الخدمتين العسكريتين الإلزامية والطوعية
| - قطر - برمودا - بوروندي - الصين - الغابون - الكويت - مالي - السويد - أوغندا - فنزويلا |

### دول لديها خدمة عسكرية إلزامية انتقائية
| - بنين - الرأس الأخضر - جمهورية أفريقيا الوسطى - تشاد - الصين - السلفادور - غينيا الإستوائية | - غينيا بيساو - مالي - المكسيك - النيجر - السنغال - تايوان - توغو |

### دول لديها خيار الخدمة المدنية غير المسلحة ولا القتالية (14)
- أنغولا
- الجزائر، تجنيد اجباري لمدة 12 شهر
- النمسا (9 أشهر مدنية، 6 مسلحة)
- بيلاروسيا
- بوركينا فاسو
- قبرص (32 شهرا مدنية، 24 مسلحة)
- الدنمارك
- إستونيا
- فنلندا (12 شهرا مدنية، غير مسلحة 9 أشهر، مسلحة 6، 9 أو 12 شهرا)
- اليونان
- المكسيك
- النرويج
- الباراغواي
- سويسرا (390 يوما مدنية، 260 مسلحة)

### دول الخدمة العسكرية فيها محددة لمدة سنة أو أقل (21)
| - ألبانيا (12 شهرا) - النمسا (6–12 شهرا) - بوليفيا (12 شهرا) - البرازيل (9–12 شهرا) - الرأس الأخضر (12–14 شهرا، انتقائي) - الدنمارك (4–12 شهرا) - إستونيا (8–11 شهرا) - السلفادور (12 شهرا، انتقائي) - فنلندا (6–12 شهرا) - اليونان (9 شهرا) - غواتيمالا (12–24 شهرا) - مولدوفا (12 شهرا) | - منغوليا (12 شهرا) - النرويج (6–12 شهرا) - الباراغواي (12 شهرا في الجيش, 24 شهرا في البحرية) - روسيا (12 شهرا) - سويسرا (5 شهرا) - تايوان (12 شهرا، انتقائي) - تونس (12 شهرا) - تركيا (6–15 شهرا) - أوكرانيا (12 شهرا) - الإمارات العربية المتحدة (11 أشهر، للحاصلين على شهادة الثانوية) - أوزبكستان (12 شهرا) - زيمبابوي (6–12 شهرا) - الجزائر (12 شهرا) |

### دول الخدمة العسكرية فيها لا تزيد عن 18 شهرا (11)
| - المغرب - الجزائر - أذربيجان - بنين - كمبوديا - كولومبيا - ساحل العاج - إريتريا - جورجيا - لاوس - الكويت |

### دول الخدمة العسكرية فيها تزيد عن 18 شهرا
| - أرمينيا (2 سنة) - إسرائيل (21 شهرا للنساء, 36 شهرا للرجال) - الإمارات العربية المتحدة (2 سنة، للحاصلين على مؤهل أقل من الثانوية العامة) - السنغال (2 سنة، انتقائي) - السودان (1–2 سنة، للجنسين) - الصومال (غير معروف) - النيجر (2 سنة، انتقائي) - اليمن (2 سنة الحد الأدنى للخدمة الإلزامية) - أنغولا (2 سنة، خيار الخدمة المدنية أو غير القتالية متوفر) - إيران (2 سنة) - تايلاند (3 سنة) - تشاد (2 سنة للرجال , 1 سنة للنساء. الخدمة المدنية متوفرة فقط للنساء ) - تركمانستان (2 سنة) - توغو (2 سنة، انتقائي) - جمهورية أفريقيا الوسطى (2 سنة، انتقائي) - ساو تومي وبرينسيب (2 سنة) - سنغافورة (22 شهرا-24 شهرا، دون الأخذ في الاعتبار الخدمة الوطنية ذات الدوام الكامل في قوة الدفاع المدني في سنغافورة أو قوة شرطة سنغافورة التابعة لوزارة الشؤون الداخلية) | - (30 شهرا في الجيش والطيران, 18 شهرا في البحرية) - طاجيكستان (2 سنة) - غينيا (2 سنة، انتقائي) - غينيا الاستوائية (2 سنة، انتقائي) - غينيا بيساو (2 سنة، انتقائي) - فيتنام (18 شهرا أو 2 سنة في البحرية) - قيرغيزستان (2 سنة) - كازاخستان (2 سنة) - كوريا الجنوبية (21 شهرا في الجيش, 23 شهرا في البحرية, 24 شهرا في الطيران) - كوريا الشمالية (3 سنة كحد أدنى. غير مؤكد.) - كوبا (2 سنة) - ليبيا (2 سنة) - مالي (2 سنة، انتقائي) - مصر (سنة لحملة المؤهلات العليا، وسنه ونصف لحمله المؤهلات الفوق متوسطه، وسنتان للمؤهلات المتوسطة,و3 سنوات لغير المتعلمين) - موريتانيا (2 سنة في الجيش. البحرية والطيران تطوعية) - موزمبيق (2 سنة) |